# Liste der Monuments historiques in Tinqueux
Die Liste der Monuments historiques in Tinqueux führt die Monuments historiques in der französischen Gemeinde Tinqueux auf.

## Liste der Immobilien
| Bezeichnung | Beschreibung                                                                              | Standort                         | Kennzeichnung | Schutzstatus | Datum | Bild           |
| ----------- | ----------------------------------------------------------------------------------------- | -------------------------------- | ------------- | ------------ | ----- | -------------- |
| Schießstand | 1923 erbaut, Architekt Hippolyte Thomasson; für die Olympischen Sommerspiele 1924 genutzt | 12 avenue du 29 août 1944 (Lage) | PA51000033    | Inscrit      | 2024  | weitere Bilder |

## Liste der Objekte
| Bezeichnung | Beschreibung                                                               | Standort                            | Kennzeichnung | Schutzstatus | Datum | Bild |
| ----------- | -------------------------------------------------------------------------- | ----------------------------------- | ------------- | ------------ | ----- | ---- |
| Kruzifix    | Holz, farbig gefasst, 16. Jahrhundert                                      | in der Kirche Ste-Bernadette (Lage) | PM51002003    | Inscrit      | 1015  |      |
| Monstranz   | Silber, vergoldet, zwischen 1798 und 1809, von Jean-Baptiste Simon Lefranc | in der Kirche Ste-Bernadette (Lage) | PM51003717    | Inscrit      | 2017  |      |